# Carbonado (diamante)
La palabra carbonado designa a un tipo de diamante comúnmente conocido como diamante negro. Desde el punto de vista de sus propiedades mecánicas, es una de las formas más tenaces de los diamantes naturales. Es una forma impura y microporosa de diamante cristalítico, que combina diamante, grafito y carbono amorfo, con precipitados cristalinos menores que llenan los poros e inclusiones metálicas ocasionales. También se ha encontrado en los carbonados nitruro de titanio (TiN, osbornita).
Se trata de un aglomerado policristalino de cristales de diamante, grafito y carbono amorfo.
Los diamantes negros proceden principalmente de depósitos aluviales localizados en regiones ecuatoriales de elevación media, como la República Centroafricana y Brasil, donde se han encontrado la gran mayoría de diamantitas carbonatadas. Su color natural es negro o gris oscuro, y es más poroso que otros diamantes.

## Historia
Los carbonados fueron descubiertos en el Brasil hacia el 1840. Recibieron su nombre portugués porque se asemejaban al carbón.
Los granos minerales incluidos en los diamantes se han estudiado exhaustivamente en busca de pistas sobre su origen. Algunos diamantes típicos contienen inclusiones de minerales comunes del manto, como el piropo y la forsterita, pero estos minerales no se han observado en los carbonados. Por el contrario, algunos carbonados contienen inclusiones autigénicas de minerales característicos de la corteza terrestre. Estas inclusiones no necesariamente establecen la formación de los diamantes en la corteza, ya que, si bien las inclusiones cristalinas obvias se encuentran en los poros, comunes en los carbonados, podrían haberse introducido después de su formación. Inclusiones de otros minerales, raros o casi ausentes en la corteza terrestre, se encuentran al menos parcialmente incorporadas en el diamante, no solo en los poros, minerales compuestos de silicio, carburo de silicio y de hierro-níquel. No se han encontrado como inclusiones en los carbonados minerales distintivos de alta presión, incluyendo formas polimorfas hexagonales de carbono y lonsdaleíta. Dichas inclusiones serían esperables si los carbonados se formaron por el impacto de meteoritos.
Los estudios de isótopos han aportado nuevas pistas sobre el origen de los carbonados. Su proporción isotópica del carbono 13 es muy baja (poco carbono-13 en comparación con el carbono-12), si se compara con el resto de los diamantes.
El carbonado exhibe una intensa luminiscencia (fotoluminiscencia y catodoluminescencia) inducida por nitrógeno y huecos presentes en la red cristalina. Se observan halos de luminiscencia alrededor de las inclusiones radiactivas, y se sugiere que el daño por radiación se produjo tras la formación de los carbonados, una observación que podría ser coherente con la hipótesis de radiación que se describe a continuación.

## Propiedades

### Descripción general
Los carbonados son piedras opacas de color negro o grisáceo. Hay ejemplares de colores verdosos o amarillentos. Están formados por un agregado de grano muy fino, compuesto por diamantes cristalinos microscópicos, grafito y carbono amorfo. También pueden contener otros minerales.
Su estructura es porosa, basada en formaciones dendríticas de octaedros microscópicos y concreciones irregulares, aunque ocasionalmente puede formar concreciones regulares. Las dimensiones de los carbonados son relativamente grandes, del orden de 10 mm de diámetro de media, con un peso de hasta 20 quilates. No son raros los ejemplares que pesan centenares de quilates.

### Densidad
Debido a la presencia de poros, es algo menor que la de los diamantes monocristalinos. Varía entre 3,13 y 3,46 g/cm3.

### Otros detalles
Los carbonados, con su estructura policristalina y la presencia de porosidades, tienen propiedades mecánicas irregulares. Los poros internos y la ausencia de planos de exfoliación hacen que su talla sea muy difícil y la causa de gran cantidad de material rechazado.
- Dos diamantes negros famosos, con calidades gemológicas, el Esprit de Grisogono y el Korloff negro,  provocaron el 47% y el 70% de rechazo, respectivamente.[9]

### Luminiscencia
Los diamantes negros presentan una fuerte luminiscencia (fotoluminescencia y electroluminiscencia a la vez) provocada por la presencia de nitrógeno y por los espacios vacíos de su estructura cristalina. Los análisis de esta luminiscencia demuestran que  hubo presencia de materiales radiactivos en el proceso de formación de los carbonados.

### Tenacidad frente a dureza
La textura policristalina del carbonado lo hace más duradero que un diamante monocristalino. Tiene la misma dureza que otros tipos de diamante, pero es mucho más tenaz. Su textura policristalina permite que un solo gránulo abrasivo presente múltiples orientaciones cristalográficas del cristal de diamante en la superficie de corte, y la orientación más dura produce el corte más agresivo.
Las herramientas de corte fabricadas con carbonado duran más y requieren menos mantenimiento. El carbonado fue reconocido como abrasivo en el siglo XIX y era más valorado por su eficacia de corte y amolado que otras variedades de diamante. El problema del carbonado es su rareza. Solo se encuentra en dos países, y la producción mundial total ha sido de apenas unas pocas toneladas. El carbonado no es un producto importante en el mercado actual de abrasivos.
A finales del siglo XIX, cuando De Beers explotaba sus minas de diamantes en Sudáfrica, preferían el carbonado a sus propios diamantes para la perforación de las minas. Gardner F. Williams, gerente general de De Beers Consolidated Mines, Ltd., se lamentaba: «El bort redondo o granalla se encuentra en las minas de Kimberley y es muy valioso para la perforación diamantina, dado que el carbonado brasileño se ha vuelto muy escaso».

## Hipótesis sobre su origen
El origen del carbonado es controvertido, y algunas hipótesis propuestas son las siguientes:
1. Conversión directa de carbono orgánico en condiciones de alta presión en el interior de la Tierra, la hipótesis más común para la formación de diamantes.
2. Choque metamórfico Inducido por el impacto de un meteorito sobre la superficie terrestre.
3. Formación de diamantes inducida por radiación por fisión espontánea de uranio y torio.
4. Formación local acumulada en sedimentos reducidos ricos en materia orgánica durante largos períodos geológicos debido a procesos pirometamórficos-rápidos asociados con rayos superbrillo de larga duración, conocidos por tener una distribución global similar a la de los depósitos de diamantina carbonada a elevaciones similares.
5. Formación dentro de una estrella gigante de una generación anterior en la región del sistema solar, que hace mucho tiempo explotó al convertirse en una supernova.[11]
6. Un origen en el espacio interestelar, debido al impacto de un asteroide, en lugar de ser lanzado desde el interior de una estrella en explosión.[11]

El origen del carbonado aún es objeto de debate.

### Hipótesis de su origen extraterrestre
Quienes defienden el origen extraterrestre de los carbonados como Stephen Haggerty proponen que su origen material fue una supernova que se formó hace al menos 3800 millones de años. Tras fusionarse y desplazarse a través del espacio exterior durante aproximadamente mil quinientos millones de años, una gran masa cayó a la Tierra como un meteorito hace aproximadamente 2300 millones de años. Posiblemente se fragmentó al entrar en la atmósfera terrestre e impactó en una región que mucho más tarde se convertiría por efecto de la tectónica de placas en Brasil y la República Centroafricana, que se supone son las dos únicas ubicaciones conocidas de depósitos de diamantes carbonados.
La presencia de osbornita, que solo se forma en condiciones muy reductoras y a temperaturas muy altas, sugiere un origen extraterrestre.

## El diamante tallado más grande
El diamante negro tallado más grande del mundo es un carbonado llamado Enigma, con un peso de 555,55 quilates (111 g).